# Citrulinemia
La citrulinemia es una enfermedad congénita - presente desde el momento del nacimiento - y hereditaria según un patrón autosómico recesivo. Está provocada por una deficiencia de la enzima argininosuccinato sintetasa, lo cual ocasiona una acumulación en el organismo del aminoácido citrulina y de amoniaco. El amoniaco es una sustancia tóxica que provoca daño cerebral. Esta enfermedad se presenta con poca frecuencia, alrededor de un caso por cada 60 000 niños nacidos, por lo que se considera una enfermedad rara.

Citrulinemia se transmite con un patrón autosómico recesivo

La forma más habitual de presentación es la citrulinemia clásica, los niños afectados nacen normales, pero desde los primeros días comienzan a presentar irritabilidad, falta de apetito, vómitos, debilidad muscular, convulsiones y edema cerebral que desemboca en estado de coma. Si no se realiza ningún tratamiento, el niño muere en las primeras semanas de vida. El tratamiento consiste en una dieta que incluye un nivel reducido de proteínas y alimentos preparados mediante fórmulas especiales.